# İlker Başbuğ
Mehmet İlker Başbuğ (nacido 29 de abril de 1943) fue el 26.º Jefe del Estado General de la República de Turquía. En este cargo él es sucedido por Işık Koşaner.

## Biografía
El general İlker Başbuğ nació en la provincia de Afyonkarahisar en Turquía occidental en el seno de una familia albana que se estableció en una villa cerca de Presheva. Se graduó de la Academia Militar Turca en 1961 como un oficial de infantería. Después de graduarse de la Escuela de Infantería en 1963, sirvió en diferentes unidades del Ejército Turco como comandante de pelotón y compañía de comando hasta 1970.
Luego de su graduación de la Escuela Superior del Personal del Ejército en 1973, ha servido como el subjefe del Comando de Planeación de Operaciones del Estado Mayor General, como un instructor en la Escuela Superior del Personal del Ejército, como Jefe de Planes de Inteligencia de la División de Inteligencia en los Supreme Headquarters Allied Powers Europe (SHAPE) en Mons, Bélgica, Y como Jefe del Personal de Inteligencia de la Defensa de los Planes del Ejército y Comando de Principios, y como Comandante del 247.º Regimiento de Infantería de la 51a Brigada de Infantería.
İlker Başbuğ, quien se ha graduado también de la Real Academia de Sandhurst, Inglaterra, y el Colegio de Defensa de la OTAN, fue promovido al rango de General de Brigada en 1989. Él sirvió después en la SHAPE nuevamente, esta vez como el Jefe de Logística y Departamentos de Inteligencia y también sirvió como el Comandante de la 1a Brigada Blindada hasta su promoción al rango de Mayor General en 1993.
Como Mayor General, sirvió como el Subcomandante del Comando de Orden Público de la Gendarmería Turca y después como el Jefe de la Representación Militar Nacional (NMR) en Mons, Bélgica, entre 1993-1995. Después de su promoción al rango de Teniente general, sirvió como el Comandante del 2.º Cuerpo del Ejército y como el vicepresidente de la Secretaría del Consejo de Seguridad Nacional de Turquía, respectivamente.
En 2002, fue promovido al rango de General y sirvió como el Subcomandante del Ejército Turco hasta 2003, y después como el Subjefe del Estado General de la República de Turquía hasta 2005. Entre 2005 y 2006, sirvió como el Comandante del Primer Ejército de Turquía hasta que asumió el puesto de Comandante del Ejército Turco el 30 de agosto de 2006.
El inicio de su ocupación como el jefe de personal ha sido marcado como una iniciativa para mejorar la imagen militar y una reducción de la retórica militarista.

## Juicio
El 6 de enero de 2012, una corte ordenó su detención, acusándolo de participar en la Red Ergenekon, un grupo con la intención de derrocar al gobierno. Él negó los cargos. Este evento marca el primer caso en la historia turca de que un antiguo comandante militar del más alto rango es acusado ante una corte civil.

## Condecoraciones
- Medalla de las Fuerzas Armadas de Turquía de Coraje Distinguido y Autosacrificio
- Medalla de Honor de las Fuerzas Armadas de Turquía
- Orden de Distinción de Pakistán (Pakistani Nishan-ı Imtiaz)
- Medalla Dorada del Águila de la República de Albania, entregada por el presidente Bamir Topi el 19 de junio de 2009.[7]

## Vida personal
Başbuğ está casado con Sevil Başbuğ y tiene dos hijos. Sus intereses personales incluyen la sociología, diplomacia internacional, cine, y teatro.